# 어레스팅 기어

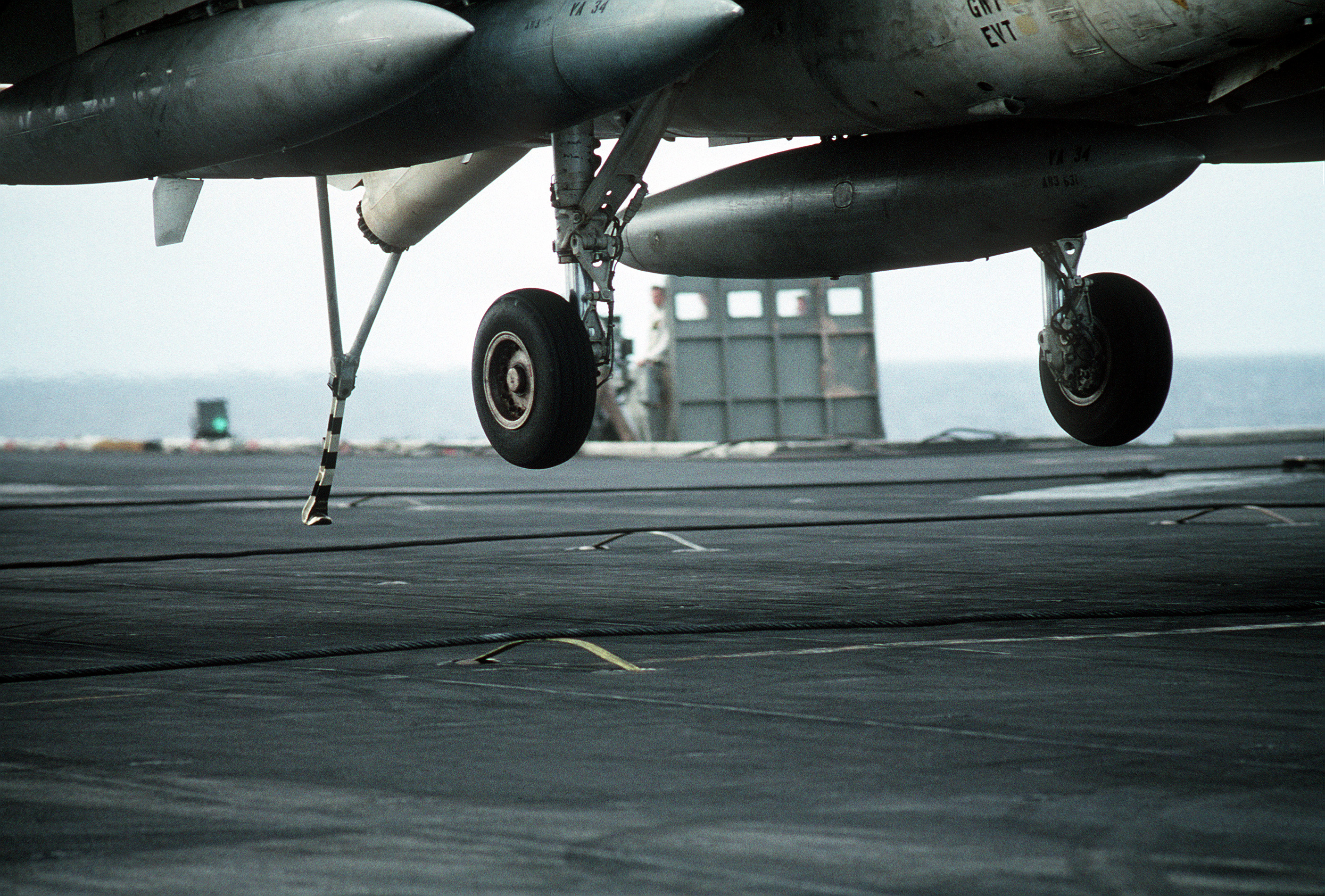
A-6의 어레스팅 후크가 비행갑판 위의 어레스팅 와이어를 낚아채려고 하고 있다

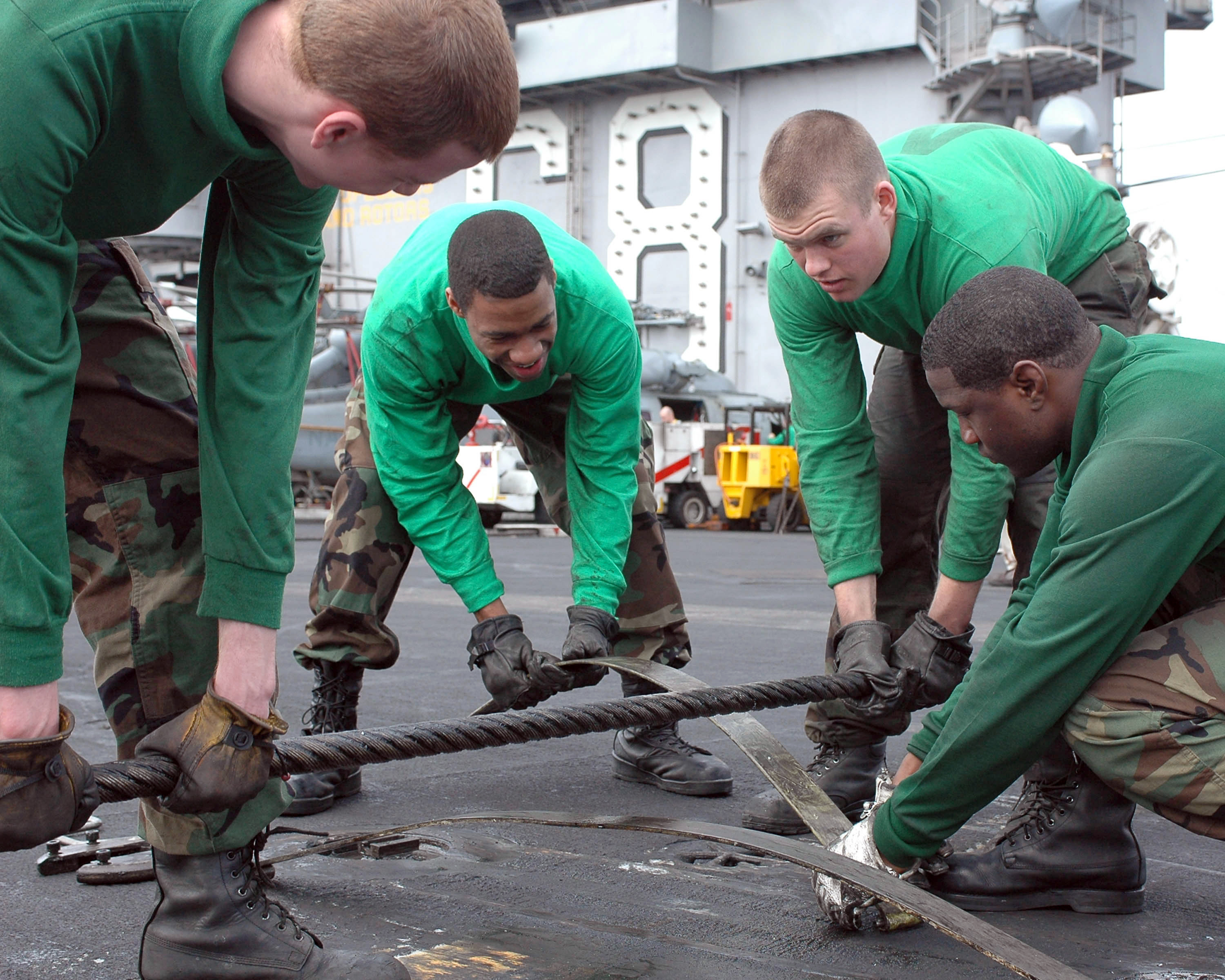
립 스프링을 새로 교체하고 있다

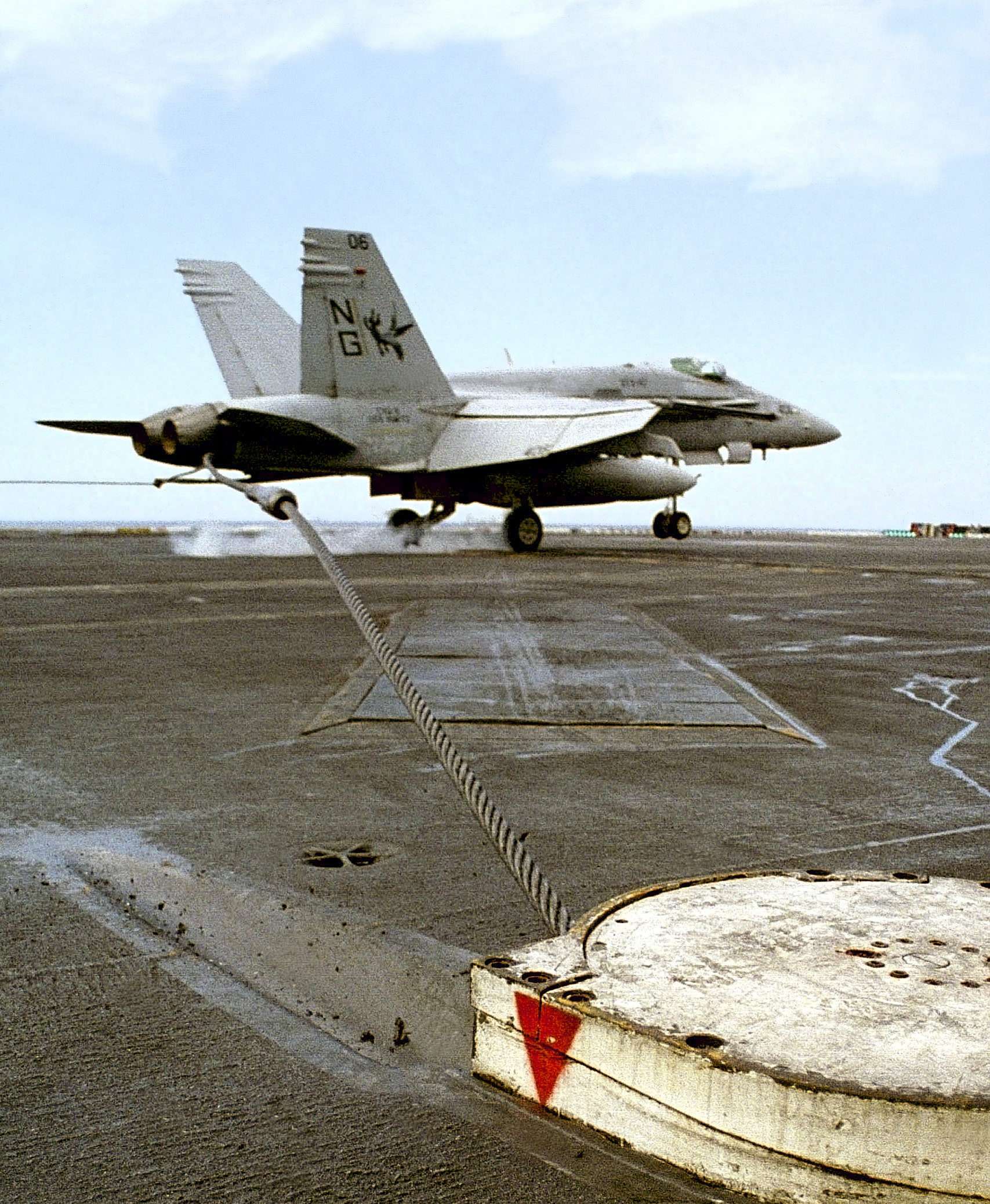
F/A-18이 어레스팅 와이어에 걸렸다

어레스팅 기어(영어: arresting gear, arrestor gear)는 항공모함에서 전투기가 착륙할 때 쓰는 장치이다.
항공모함의 비행갑판 위에는 보통 3개의 어레스팅 와이어(어레스팅 케이블)이 설치되어 있다. 전투기는 착륙을 할 때 어레스팅 후크라는 갈고리를 아래로 내린다. 그 후크가 와이어 3개 중 하나를 낚아채면, 그 와이어가 전투기를 뒤로 잡아당긴후 착륙거리를 획기적으로 줄일 수 있다.
STOVL 비행기와 스키 점프대를 사용하는 항공모함은 캐터펄트와 어레스팅 기어가 없다. 미국과 프랑스, 스키 점프대와 어레스팅 기어를 사용하는 러시아를 제외하고는, 전 세계 모든 항공모함은 STOVL 비행기와 스키 점프대를 사용한다. 프랑스는 미국에서 캐터펄트를 수입해 샤를 드골호에 사용한다.
어레스팅 기어는 지상의 공군 기지에서도 쓰일 수 있다. 지상에서 어레스팅 기어는 평소에는 사용하지 않고, 짧은 임시 활주로, 또는 랜딩 기어 오작동, 브레이크 오작동 등의 위급 상황 혹은 활주로가 안전하지 않다는 등의 특이 경우에만 사용한다.

## 같이 보기
- 제트화염반사판
- 스키 점프대
- 테일후크(영어판)